# Latris pacifica
Latris pacifica is een straalvinnige vissensoort uit de familie van de trompetvissen (Latridae). De wetenschappelijke naam van de soort is voor het eerst geldig gepubliceerd in 2003 door Roberts.